# Округ Брустер (Тексас)
Округ Брустер (енгл. Brewster County) је округ у америчкој савезној држави Тексас. По попису из 2010. године број становника је 9.232.

## Демографија
Према попису становништва из 2010. у округу је живело 9.232 становника, што је 366 (4,1%) становника више него 2000. године.
| Група             | 2000.         | 2010.         |
| Белци             | 4.710 (53,1%) | 5.011 (54,3%) |
| Афроамериканци    | 108 (1,2%)    | 104 (1,1%)    |
| Азијати           | 33 (0,4%)     | 66 (0,7%)     |
| Хиспаноамериканци | 3.867 (43,6%) | 3.918 (42,4%) |
| Укупно            | 8.866         | 9.232         |